# ديفيد كارتر (لاعب كرة قدم أمريكية)
ديفيد كارتر (بالإنجليزية: David Carter)‏ هو لاعب كرة قدم أمريكية أمريكي، ولد في 27 نوفمبر 1953 في فينسينس في الولايات المتحدة.

## وصلات خارجية
- ديفيد كارتر على موقع مرجع كرة القدم المحترفة.كوم (الإنجليزية)